# Shaun Gill
Shaun Gill (* 9. April 1993 in Belize City) ist ein Leichtathlet aus Belize, der sich auf den Sprint spezialisiert hat.

## Sportliche Laufbahn
Erste internationale Erfahrungen sammelte Shaun Gill im Jahr 2016, als er bei den Hallenweltmeisterschaften in Portland mit 6,99 s in der ersten Runde im 60-Meter-Lauf ausschied. Im Jahr darauf belegte er bei den Zentralamerikameisterschaften in Tegucigalpa in 10,92 s den sechsten Platz im 100-Meter-Lauf und siegte in 41,16 s mit der belizischen 4-mal-100-Meter-Staffel. Anschließend gelangte er bei den Zentralamerikaspielen in Managua mit 10,86 s ebenfalls auf den sechsten Platz über 100 Meter. 2018 schied er bei den Hallenweltmeisterschaften in Birmingham mit 6,96 s in der ersten Runde über 60 Meter aus und anschließend kam er bei den Commonwealth Games im australischen Gold Coast mit 10,96 s nicht über den Vorlauf über 100 Meter hinaus. Im Juli gewann er bei den Zentralamerikameisterschaften in Guatemala-Stadt in 10,80 s die Bronzemedaille über 100 Meter und anschließend schied er bei den Zentralamerika- und Karibikspielen in Barranquilla mit 10,85 s in der Vorrunde aus. Im Jahr darauf verpasste er bei den Zentralamerikameisterschaften in Managua mit 22,78 s den Finaleinzug im 200-Meter-Lauf und 2020 belegte er bei den Zentralamerikameisterschaften in San José in 10,97 s den fünften Platz über 100 Meter und gewann mit der Staffel in 41,58 s die Bronzemedaille hinter den Teams aus Honduras und Costa Rica. Im Jahr darauf schied er bei den Zentralamerikameisterschaften ebendort mit 10,99 s im Vorlauf über 100 Meter aus und wurde mit der Staffel in 42,74 s Vierter. Anschließend startete er dank einer Wildcard über 100 Meter bei den Olympischen Sommerspielen in Tokio und kam dort mit 10,88 s nicht über die Vorausscheidungsrunde hinaus. Zudem war er gemeinsam mit Samantha Dirks Fahnenträger seiner Nation bei der Eröffnungsveranstaltung der Spiele.
2022 erreichte er bei den Weltmeisterschaften in Eugene die Hauptrunde und schied dort mit 10,77 s aus und anschließend kam er bei den Commonwealth Games in Birmingham mit 10,76 s nicht über die Vorrunde hinaus. 2024 nahm er erneut an den Olympischen Sommerspielen in Paris teil und schied dort mit 11,17 s in der Vorausscheidungsrunde aus. Zudem war er Fahnenträger bei der Eröffnungs- und Schlussveranstaltung der Spiele.
2021 wurde Gill belizischer Meister im 100-Meter-Lauf.

## Persönliche Bestleistungen
- 100 Meter: 10,57 s (+1,9 m/s), 9. Dezember 2017 in Managua
  - 60 Meter (Halle): 6,84 s, 4. Dezember 2021 in Pittsburg
- 200 Meter: 22,27 s (+1,1 m/s), 2. Juni 2018 in Monterrey